# Que fais-tu grande folle ?
Pour plus de détails, voir Fiche technique et Distribution.
Que fais-tu grande folle ? (titre original : Splendori e miserie di Madame Royale) est un film italien réalisé par Vittorio Caprioli sorti en 1970.

## Synopsis
Alessio est un homosexuel qui se rend chaque soir dans un jardin public de Rome. Un soir, Alessio a le sentiment d'être observé par un homme. Quelques minutes plus tard, il est témoin d'un assassinat. 

## Fiche technique
- Titre original : Splendori e miserie di Madame Royale
- Titre français : Que fais-tu grande folle ?
- Réalisation : Vittorio Caprioli
- Scénario : Vittorio Caprioli, Enrico Medioli et Bernardino Zapponi
- Musique : Fiorenzo Carpi
- Directeur de la photographie : Giuseppe Rotunno
- Montage : Ruggero Mastroianni
- Sociétés de production : Mega Film, SNC
- Pays :  Italie
- Langue originale : italien
- Genre : comédie
- Durée : 103 minutes
- Date de sortie : 1970
- Film interdit aux moins de 12 ans lors de sa sortie en France

## Distribution
- Ugo Tognazzi : Alessio / Madame Royale
- Maurice Ronet : le commissaire
- Jenny Tamburi : Mimmina
- Maurizio Bonuglia : Pino
- Vittorio Caprioli : Bambola di Pechino